# GE U23C

A GE U23C é uma locomotiva diesel-elétrica de seis eixos e 2250 hp de potência fabricada pela GE para concorrer com as EMD SD38 e EMD SD39 da General Motors. Equipada com o motor primário GE 7FDL-12, um V12 4-tempos a 45 graus entre as bancadas de cilindros turbo-alimentado para gerar potência de 2500 hp nominal.
Essas máquinas são extremamente confiáveis e duráveis, oferecem boa potência combinada a um relativo baixo consumo de combustível.
A U23C é uma máquina muito versátil, sendo utilizada em praticamente todo tipo de serviço como por exemplo em linhas de manobra ou grandes linha-tronco onde se exige muita potência por grande período de tempo. Apesar de seu projeto original ser concebido apenas para operarem como máquinas de transferência de vagões entre pátios, com a crise do petróleo as ferrovias americanas não tiveram recursos para adquiri-las em grande quantidade.  
No Brasil, é uma das locomotivas mais populares. Formam a principal frota da MRS Logística que possui 170 destas máquinas dividas em U23C (138 unidades, numeração 32XX e 33XX) e U23CA (32 unidades - modificadas para Dash-7, numeração 36XX).
Inicialmente foram importadas 20 unidades dos EUA (popularmente conhecidas como "Cachoeirinhas") com 165 toneladas. Posteriormente montadas no Brasil, pela GE do Brasil, em Campinas,a partir de kits enviados dos EUA. A principal diferença entre elas refere-se ao peso total, 165t nas unidades produzidas nos EUA e 176t e 180t nas brasileiras. 
Além dela existem outras locomotivas da série Universal no Brasil:  U20C,  U22C e  U26C. São estéticamente parecidas com a U23C, entretanto são menores e com o peso máximo de 120t, enquanto a U23C atinge até 190t.

## U23CP
Quinze U23C sediadas em Cachoeira Paulista no periodo da RFFSA receberam um sistema para gravar informações como velocidade, aplicação de freio ou aceleração, que em caso de acidentes poderia ajudar na investigação das causas. Essas ficaram conhecidas como Caixa Preta.

## U23CE
A RFFSA deu inicio em 1995 a um programa de modernização pré-privatização em suas locomotivas da SR-3, aonde algumas U23C tiveram vários de seus componentes modernizados, como motores de tração, motor diesel feitos pela GE, e parte elétrica feita nas oficinas da SR3. Após a reforma foram entregues identificadas como modelo U23CE, e já com o padrão de pintura Cinza e Amarelo da RFFSA.
Unidades modificadas: 3266, 3283, 3293, 3300, 3325, 3327, 3335, 3345.

## U23CM
As U23CM receberam as mesmas modificações que as U23CE, entretanto estas foram inteiramente reformadas pela GE, sendo entregues em 1996 para a RFFSA, também já com a pintura cinza e amarela. Algumas modificações além das que as U23CE receberam incluem a entrada de ar da refrigeração dos motores de tração e parte elétrica (logo atras da cabine) modificadas, e o banheiro transferido do nariz para parte traseira da cabine.
Unidades modificadas: 3223, 3245, 3282, 3298, 3319, 3323, 3344.

## U23C1 "Cachoeirinha"
A RFFSA recebeu em 1976 um lote de 90 locomotivas GE U23C com 165 toneladas, entretanto 70 dessas maquinas foram lastreadas pela GE posteriormente para 180 tons. As 20 unidades que permaneceram com 165 toneladas eram citadas como U23C1 em documentos da RFFSA, e foram todas destinadas a trabalhar no vale do Paraíba, sediadas em Cachoeira Paulista. Devido ao fato de serem mais leves que suas "irmãs", foram batizadas de "Cachoeirinhas" pelos ferroviários.
Vieram com numeração 3901 a 3920, sendo posteriormente renumeradas pelo SIGO como 3381 a 3400.
Algumas unidades baixadas foram modernizadas pela MRS para C30-7MP.

## U23CA
Em 1987 a RFFSA deu início a modernização de um grupo de 14 locomotivas U23C acidentadas ou com graves avarias, para ampliar seu parque de tração com a conclusão da Ferrovia do Aço. Para tal modernização foram feitas diversas modificações pela GE, listadas abaixo:
A incorporação de: 
- Painel eletrônico CHEC: que controla a potência e consumo de combustivel da locomotiva.

- Painel eletrônico Sentry: Proporciona correção e prevenção de patinação além de associada à operação dos motores de tração continuamente em paralelo, proporciona a formação de trens com lotação até 30% maior.

- Alternador de tração: De 10 polos, proporciona maior eficiência e menor custo de manutenção em relação ao que equipava as U23C previamente.

- Novo motor diesel: A substituição dos motores diesel por novos da GE de ultima geração para a época proporcionaram redução de até 10% no consumo de combustivel.

E a modernização dos seguintes componentes:
- Motores de tração modelo 5GE-752-AF

- Conexão dos motores de tração em paralelo.

Constatou-se que a Potência para tração foi aumentada de 2.250hp para 2.600hp, o esforço de tração de 41.000kgf para 43.600 kgf e o esforço máximo de frenagem dinamica aumentou consideravelmente de 28.500 kgf para 36.000 kgf auxiliando os pesados trens de minério para quais foram feitas para tracionar.
Os resultados foram tão animadores quanto ao desempenho dessas maquinas que em 1991 e 1992 foram modernizadas mais 9 locomotivas, em 1994 mais quatro que ja receberam a pintura cinza e amarela e em 1996 mais 3, também entregues com a pintura cinza e amarela. Estas maquinas foram montadas com partes das U23CA baixadas números 3604, 3621, 3625 mais chassis de U23C's normais baixadas números 3231, 3238 e 3239. Ao todo foram modernizadas pela RFFSA 29 U23C em U23CA. 
Estas unidades ao contrario das demais que foram construidas em Campinas-SP, foram feitas em Contagem, MG.
Receberam a numeração 3601 a 3630 pelo SIGO.
Algumas dessas maquinas foram entregues pela GE com o padrão de pintura RFFSA vermelho e amarelo um pouco diferente, tendo as faixas amarelas nas extremidades das maquinas um pouco menos inclinadas, fazendo parecer que as faixas eram mais baixas, o que não é verdade.
Essas locomotivas permitiram aumentar o trem tipo de 108 para 120 vagões de minério trabalhando em quadra, e necessitando de helper apenas no trecho de Barra do Paraí.

## C30-7MP
A MRS mandou reformar 19 locomotivas U23C em 2000 que haviam sido encostadas no tempo da RFFSA. Tais maquinas foram repotencializadas para C30-7, recebendo toda parte eletrica e mecânica deste modelo. Devido à repotencialização, receberam o radiador traseiro grande, igual ao das Dash8 e 9. Estas máquinas receberam a numeração 3701 a 3719.

## Dados
Motor primário = GE 7FDL-12 - V12 4-tempos turbo-alimentado 2500hp ou 2850hp (U23CA)
Diâmetro dos cilindros = 228,6mm
Curso dos pistões = 266,7mm
Taxa de compressão = 15,7:1
Gerador de tração = GE GT581 ou GT11AC (U23CA)
Motor de tração = 6x 5GE 752-AF
Potência de tração = 2250hp ou 2600hp (U23CA)

## Tabela
| Modelo | Potência (HP) | Bitola (m)    | Fabricante       | Origem       | Ano de Fabricação |
| ------ | ------------- | ------------- | ---------------- | ------------ | ----------------- |
| U23C   | 2250          | 1,435 e 1,600 | General Electric | EUA e Brasil | 1969 e 1976       |

- Muitas locomotivas U23C, foram modernizadas e receberam denominação de U23CA e recententemente algumas das U23C originais passaram por uma modernização geral e passaram e serem denominadas de C26-7MP ou C26-MMi.

## Proprietários Originais

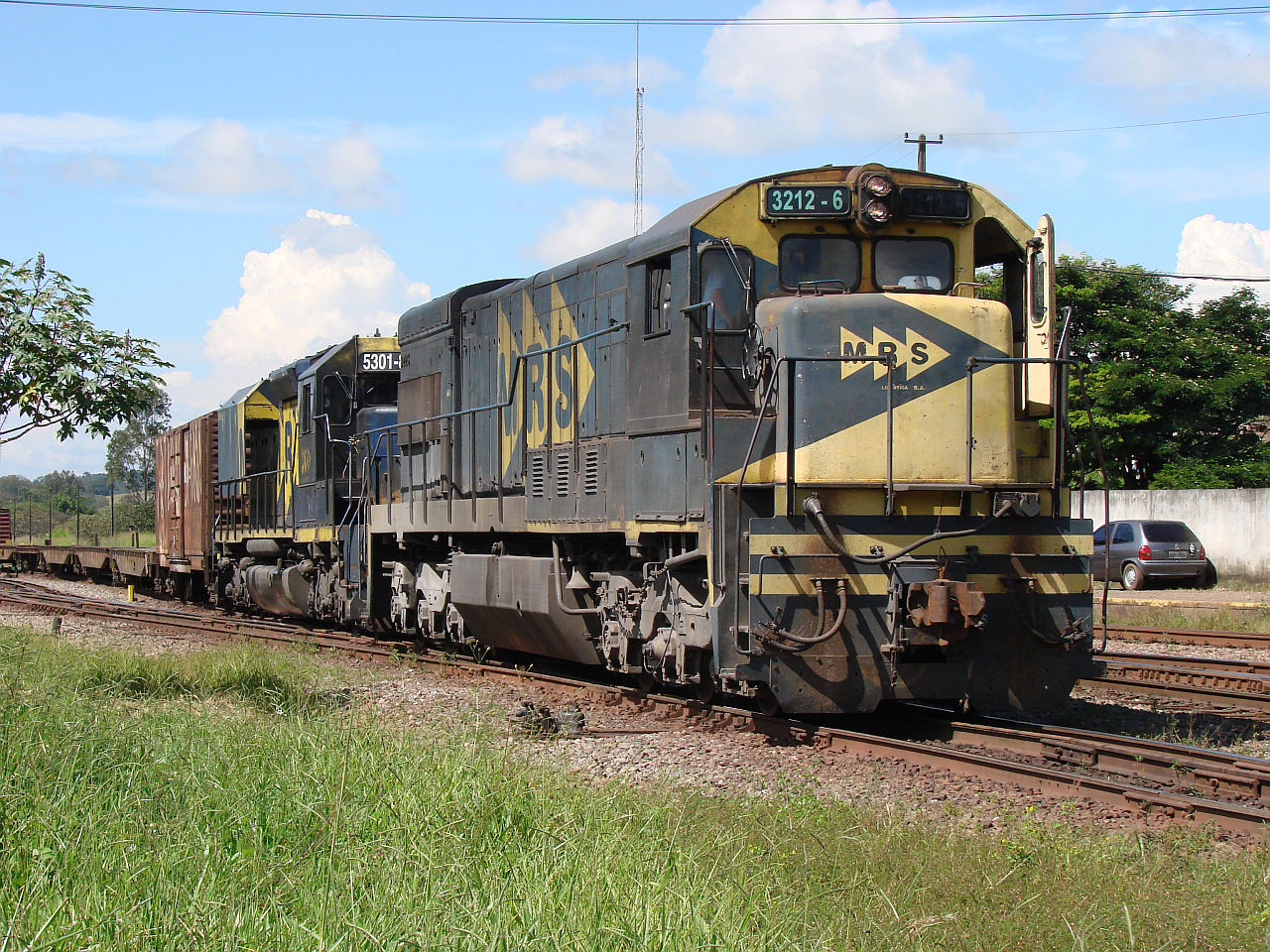
Locomotiva da GE U23C nº32112 da MRS

- Das locomotivas U23C da RFFSA, 20 unidades (#3901-3920) foram produzidas em Eire - PA entre setembro e novembro de 1975 (ou entre novembro de 1975 e janeiro de 1976), o restante no Brasil (#3801-3880 e #3921-3990) produzidas entre 1972 e 1976, a partir de kit´s enviados dos EUA.

- Hoje as U23C rodam na MRS Logística S. A..